# 善知鳥神社
善知鳥神社（うとうじんじゃ）は、青森県青森市安方にある神社である。旧社格は県社。

## 祭神
海の神、航海安全の神として知られる市杵島姫命・多岐津姫命・多紀理姫命の宗像三女神を主祭神として祀る。他に祭神として倉稲魂命、宮比命、猿田彦命、海津見大神が祀られている。

## 概要
允恭天皇の時代に善知鳥中納言安方という者が勅勘を受けて外ヶ浜に蟄居していた時に高倉明神の霊夢に感じて干潟に小さな祠を建設し、宗像三神を祀ったのが神社の起こりと伝わる。安方が亡くなると、見慣れない一番の鳥が小祠のほとりに飛んできて雄はウトウと鳴き、雌はヤスカタと鳴くので、人々はこの鳥を安方の化身として恐れ敬ったが、ある日猟師が誤ってこの雄鳥を狙撃してしまい、以後雄鳥によって田畑が荒らされた。狙撃した猟師も変死したため、祟りを恐れた同郷の人々は雄鳥を丁重に弔った。
その後の流れは不明であるが、坂上田村麻呂の時代には同祠は荒廃していたため、大同年間に田村麻呂により社殿が造営されて再興された。建仁から天正期（1201年～1592年）の間は同地を支配した領主の南部氏により厚く崇敬されて庇護され、南部氏の騒動で同地が江戸時代に津軽氏の支配地になっても、同氏により手厚い庇護を受けた。明治時代に入り、1873年に郷社、1876年に県社に昇格。1907年7月に稲荷神社、同年9月に海津見神社を合祀し、現在に至る。
2020年12月にバーチャルYouTuberの青森りんことコラボレーションした絵馬の授与を始めた。